# Инстинкт
Инсти́нкт (от лат. instinctus — «импульс») в биологии — совокупность врождённых потребностей и врождённых программ их удовлетворения, состоящих из пускового сигнала и программы действия, другими словами — совокупность сложных наследственно обусловленных актов поведения, характерных для особей данного вида при определённых условиях. Инстинкт представляет собой наиболее развитую форму врождённого поведения животных, возникающую в ответ на внешние и внутренние раздражители и направленную на удовлетворение основных биологических потребностей
В психологии термин «инстинкт» используется в разных значениях и контекстах в зависимости от психологической школы (направления психологии). Среди психологов применимость к человеку термина «инстинкт» является предметом давней дискуссии, наличие инстинктов у человека — самая спорная концепция в психологии.

## Научное определение

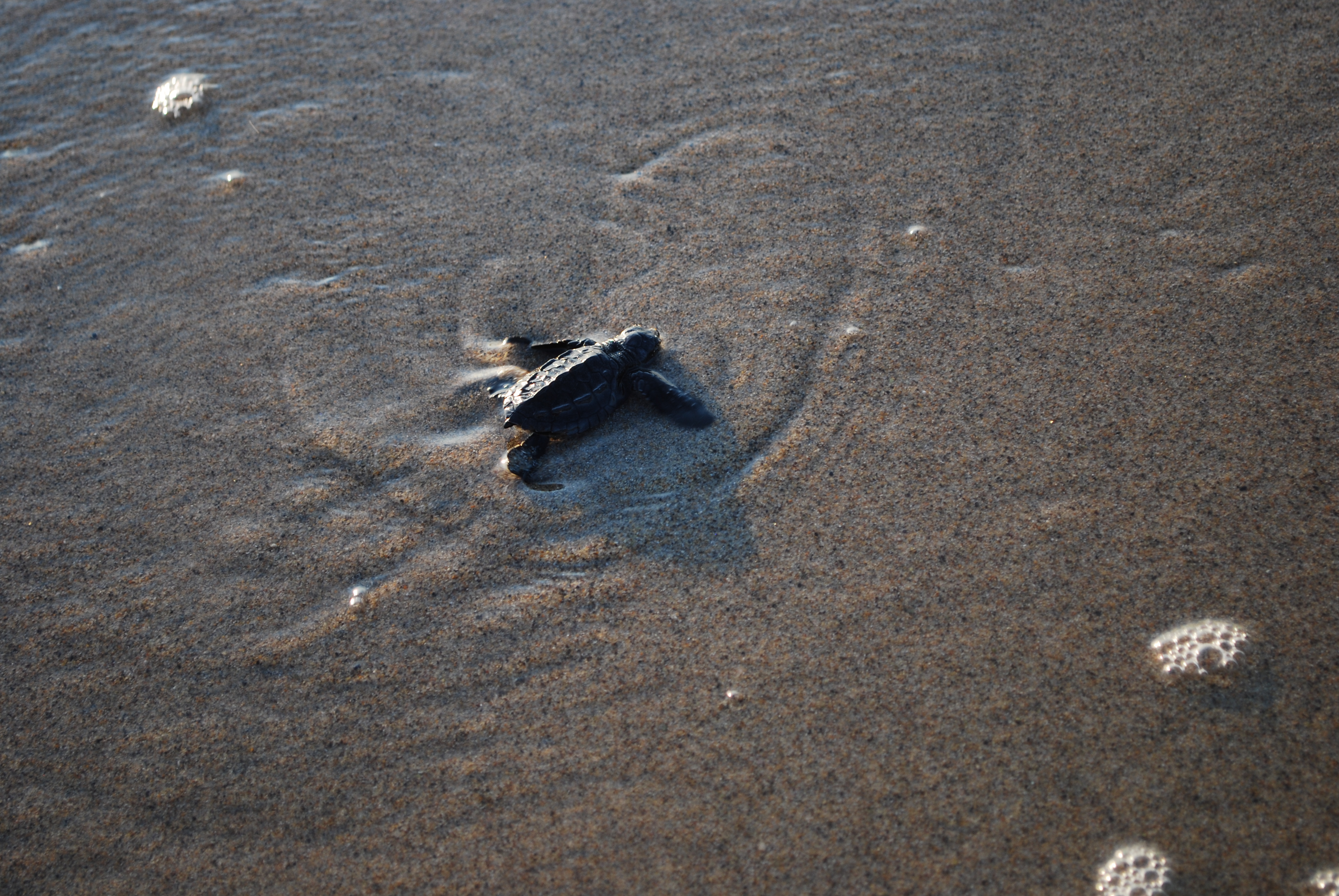
Новорождённая (только что вылупившаяся) кожистая черепаха пробирается в открытый океан

Инстинкт в биологии определяется как совокупность врождённых потребностей и врождённых программ их удовлетворения, состоящих из ключевого стимула и фиксированного комплекса действий, которые запускает этот стимул. Формула реализации инстинкта следующая:
Инстинкт = Врождённые потребности + Врождённый ключевой стимул + Врождённый фиксированный комплекс действий
Понятие «фиксированный комплекс действий» для обозначения программы действия, выполняемой при реализации инстинкта, ввёл в научный оборот этолог Конрад Лоренц.
Ключевой стимул инстинкта видотипичен (то есть один и тот же для всех особей одного вида), является врождённым механизмом и не требует никакого обучения. Он одинаков абсолютно у всех особей вида вне зависимости от того, где они родились и в каком месте и окружении выросли.
Другое обязательное свойство ключевого стимула — он строго конкретен, это однозначно заданная в наследственном коде стимульная ситуация.
Предъявление животному ключевого стимула, специфичного для его вида, влечёт за собой его специфическую врождённую реакцию, которая не зависит от уместности этого действия или комплекса действий в конкретной ситуации. Например, грубые модели с «красным брюшком» вызывают инстинктивную агрессию у самца трёхиглой колюшки, охраняющего свою территорию, и он нападает на куски пластика с красным низом.

## Инстинкт и рефлекс
Люди часто путают инстинкт с безусловным рефлексом.
Безусловный рефлекс является простой формой врождённого поведения, а инстинкт — сложной. Главное отличие инстинкта от безусловного рефлекса заключается в том, что инстинктивная деятельность является результатом сложных нейрогормональных, базирующихся на уровне лимбической системы, функций, которая для своего исполнения у многих животных задействует череду безусловных рефлексов, в то время как отдельно взятый безусловный рефлекс исполняется очень быстро, строго автоматически, без наличия мотивации и берёт своё начало в спинном мозге и стволе головного мозга. По мере усложнения нервной системы живого организма поведение становится более пластичным, а инстинктивные фиксированные действия перестают исполняться строго в определённой последовательности. У млекопитающих усвоенное поведение часто преобладает над инстинктивным поведением. Ведущую роль в контроле над инстинктивными реакциями человека и других млекопитающих играет неокортекс (у человека неокортекс занимает 80 % всего мозга).

## Роль инстинктов
Инстинкты являются важной составляющей поведения животных, они передаются из поколения в поколение — выдерживают естественный отбор, специфичны для каждого вида живых существ и важны для их выживания.
Инстинкт не всегда определяет поведение живых существ. Даже у насекомых есть не только врождённое поведение, но и способность к обучению.
Инстинкт — комплекс двигательных актов или последовательность действий, свойственных организму данного вида, реализация которых зависит от функционального состояния животного (определяемого доминирующей потребностью) и сложившейся в данный момент ситуации. Инстинктивные реакции носят врождённый характер, и их высокая видовая специфичность часто используется как таксономический признак наряду с морфологическими особенностями данного вида животных.

## Этимология и семантика названия
Термин «инстинкт» в русский язык попал из латыни, он происходит от instinctus — «импульс», а instinctus — производное от глагола instinguere с основой stinguere — «уколоть», что даёт основное понятие — «побуждение»

## Существование инстинктов у человека
В первой половине XX века в психоанализе шли споры об инстинктах у человека, разные авторы указывали разные варианты потенциально инстинктивного поведения.
Конрад Лоренц считал, что люди в полной мере унаследовали от своих предков-животных полный набор инстинктов, в частности — агрессию и заботу о потомстве. Сочетание инстинктивного и выученного в поведении человека образует сложную структуру, в значительной части попросту тождественную такой же структуре у высших животных, различаясь лишь там, где в обученное поведение человека входит культурная традиция. Лоренц видел в морали компенсационный механизм, необходимый для приспособления инстинктивных стремлений человека к жизни в сообществе с его эволюционирующей культурой.
Инстинктивным поведением иногда называют рефлексы у новорожденных,  в частности, рефлекс Моро.
Избегание контактов с патогенными субстанциями и стремление к соблюдению гигиены люди считают инстинктивным, тогда как в действительности оно обусловлено предписаниями культуры, такое поведение более уместно называть «манерами».

Порой за инстинкты могут приниматься биологические, физиологические, социальные и другие процессы:
1. Крик и плач младенца считается проявлением безусловных рефлексов, так как ребёнок из-за долгого периода взросления на ранних этапах развития неспособен перемещаться для выживания, и единственный инструмент у младенца — его крик, нужный в первую очередь для привлечения внимания взрослых. Исследователи выявили общие межкультурные специфические поведенческие репертуары, а также при помощи функциональной МРТ зафиксировали общие, связанные с поведением процессы, которые происходят в мозге родителей при реакции на крик их собственного или чужого ребёнка[23][24].
2. Младенцы в возрасте 6 месяцев реагируют повышенным возбуждением, о чём свидетельствует расширение зрачка, на змей и пауков по сравнению с цветами и рыбами[25]. В другом исследовании выявили специфические нейронные реакции в мозге младенцев в ответ на изображения змей. Авторы исследования утверждают, что это врождённый механизм, следовательно у людей ещё с раннего детства есть склонность быстро обучиться к страху перед змеями[26].
3. Стадное поведение обнаружено у человеческих детей и детёнышей шимпанзе, но, по-видимому, отсутствует у детёнышей орангутанов[27].
4. Существует множество исследований влияния гормонов на человеческое поведение, в частности на половое влечение. Наследование изменений в эндокринной системе у животных может вести к наследованию изменений в поведенческих программах[28]. Например, дофамин отвечает за предвкушение удовольствия[29][30] и мотивирует на избегающее поведение в ответ на аверсивные стимулы[30][31]. А избыточные показатели дофамина делают человека гедонистом, развивая в нём азартность, гиперсексуальность[32][33], манию[34] и гиперактивность. Высокий уровень тестостерона бывает[a] связан как у мужчин, так и у женщин с агрессивным поведением[35]. На это указывают исследования, проведённые в местах лишения свободы[36][37]. Уровень тестостерона также связан с доминирующим поведением и реакцией на конкуренцию[38][39]. У мужчин также было обнаружено понижение уровня тестостерона после рождения в семье ребёнка[40][41].

Термины «инстинкт размножения» и «инстинкт самосохранения», «материнский инстинкт» и тому подобные термины критикуются учёными. Они считают, что человек, как и другие высшие приматы, лишён инстинктов в научном понимании этого слова.

## История развития концепции

### Античность
Зачатки представлений об инстинкте можно усмотреть в учении Аристотеля о душе, предполагавшем существование некой «животной души», обеспечивавшей психические функции животных.
Термин «инстинкт» (лат. instinctus, др.-греч. ὁρμή) ввёл в оборот древнегреческий философ Хрисипп (в III веке до н. э.) при описании поведения птиц и животных. Инстинкт понимался как врождённое стремление, направляющее животное к благоприятным для него факторам и отвращающее от неблагоприятных. В целом анимистические представления, долгое время господствовавшие в философии и психологии, оказались непродуктивными.

### XVIII—XIX века
В XVIII веке Жан Батист Ламарк считал инстинкт результатом унаследованных привычек, возникших в результате удовлетворения жизненно важных потребностей животного.

Инстинкт животных — это наклонность, влекущая, вызываемая ощущениями на основе возникших в силу их потребностей и понуждающая к выполнению действий без всякого участия мысли, без всякого участия воли.
Оригинальный текст (фр.)< Ainsi, > l' instinct dans les animaux, est un penchant qui entraîne, que des sensations provoquent en faisant naître des besoins, et qui fait exécuter des actions, sans la participation d' aucune pensée, ni d'aucun acte de volonté.
— 
В начале XIX века Фредерик Кювье установил на примере строительства хаток изолированными от сородичей бобрами, что инстинктивное поведение является наследственно детерминированным и стереотипным.
Чарльз Дарвин показал универсальность принципов эволюции органического мира. Дарвин много внимания уделял изучению поведения. Результаты его работ изложены в монографии «Выражение эмоций у человека и животных», «Происхождении видов» и ряде статей. Дарвин не дал строгого определения инстинкта.

…каждый понимает, что хотят сказать, когда говорят, что инстинкт заставляет кукушку совершать свои перелёты и класть яйца в гнезда других птиц. Действие, для исполнения которого от нас самих требуется опыт, исполняемое животным, особенно очень молодым, без опыта, или исполняемое одинаково многими особями без знания с их стороны цели, с которой оно производится, обычно называют инстинктивным. Но я могу сказать, что ни одна из этих характеристик не может считаться универсальной. Небольшая доза соображения или ума, как выражается Пьер Губер (Pierre Huber), часто наблюдается у животных, даже низко стоящих на лестнице природы.
— Чарльз Дарвин. "Происхождение видов", глава 7

### XX век
Российский учёный Владимир Вагнер на основании экспериментов установил — в пределах вида наследственно закреплены не сами инстинкты, а пределы изменчивости инстинктивного поведения.
Использование термина «инстинкт» на практике было неудобным из-за неоднозначности термина. Оскар Хейнрот, учитель Лоренца, ввёл и использовал термин «видоспецифичные инстинктивные формы поведения», Лоренц и Тинберген использовали термин «фиксированные комплексы действий».
Сформировавшаяся в тридцатые годы классическая этология сыграла важную роль в развитии понятия инстинкта. Лоренц придерживался чёткого разделения поведения на врождённые и приобретённые компоненты. Этологи долгое время определяли инстинкт через отрицание, как неприобретённый компонент поведения.
В середине XX века учёные считали, что в осуществлении инстинктивной деятельности основную роль играли железы внутренней секреции.

## В психологии
Концепция инстинкта применительно к человеку была выдвинута основоположником психоанализа З. Фрейдом. В психоанализе одним из положений было признание роли биологических предпосылок поведения. Инстинкты в рамках психоанализа рассматривались как наследственные (неприобретённые) тенденции, играющие роль мотивационных сил сложных человеческих моделей поведения.

### Зигмунд Фрейд
Зигмунд Фрейд считал, что инстинкт, фундаментом которого является стремление к удовольствию, выражается в виде желаний и требует разрядки. Он утверждал, что мышление, воображение и восприятие человека определяется инстинктами. При этом влияние инстинктов на поведение человека может быть как прямым, так и завуалированным. Люди ведут себя определённым образом из-за влияния бессознательного напряжения — их действия являются основным фактором уменьшения этого напряжения. В своей концепции Фрейд выделял два основных инстинкта: «инстинкт жизни» и «инстинкт смерти».

### Абрахам Маслоу
Абрахам Маслоу утверждал, что люди не имеют инстинктов, поскольку могут преодолеть свои желания. Он считал, что то, что описывается как «инстинкты», фактически является очень сильными мотивами для поведения определённого типа. По его мнению, инстинкты были свойственны людям в прошлом, но впоследствии были заменены сознанием.[уточнить]

### Гормическая психология
Согласно гормической психологии источником мотивации была особая нематериальная сила «горме», проявляющаяся в виде инстинктов. Концепция горме была разработана американским психологом Уильямом Мак-Дугаллом. Он же разработал собственную классификацию инстинктов.
- бегство (страх);
- неприятие (отвращение);
- любознательность (удивление);
- агрессивность (гнев);
- самоуничижение (смущение);
- самоутверждение (воодушевление);
- родительский инстинкт (нежность);
- пищевой инстинкт;
- стадный инстинкт.

Концепции инстинкта в теориях Мак-Дугалла и Фрейда были основаны на субъективных переживаниях и, как следствие, отличались недостаточной научной строгостью. В частности, они не позволяли составить перечень инстинктов (Мак-Дугалл неоднократно менял число инстинктов).

## В этологии
Инстинкты — суть приспособления видовые, полезные для вида в такой же степени, как и те или другие морфологические признаки, и столь же постоянные.
Инстинкт — совокупность двигательных актов и сложных форм поведения, свойственных животному данного вида, возникающих на раздражения из внешней и внутренней среды организма и протекающих на фоне высокой возбудимости нервных центров, связанных с осуществлением этих актов.
Инстинкт является центральным понятием наук о поведении животных. Этология рассматривала преимущественно инстинкты стереотипные и непластичные.
Традиционно инстинкт рассматривается как наследственный и неизменный компонент поведения. По современным представлениям, инстинкт неразрывно связан с научением и составляет с ним неразрывное целое.
Одно из первых определений инстинкта было дано немецким зоопсихологом Хайнрихом Циглером (нем. Heinrich Ernst Ziegler). Согласно определению Циглера, инстинктивное поведение отличается следующими свойствами:
- наследственным характером,
- независимостью от обучения,
- видотипичностью,
- тесной связью с организацией животного,
- тесной связью с условиями обитания животного.

### Структура инстинктивного поведения
Инстинктивный поведенческий акт осуществляется в несколько этапов. Впервые этапы инстинктивного поведения были выделены американским учёным Уоллесом Крэгом (англ. Wallace Craig). Крэг называл их фазами и выделял поисковую и завершающую фазы. Поисковая фаза (подготовительная фаза, или аппетентное поведение) заключается в поиске биологически значимых раздражителей. Поисковое поведение возникает под действием внутренних факторов, к числу которых относятся раздражения от внутренних рецепторов, гормоны, изменение концентрации определённых веществ.

### Теория инстинктивного поведения Лоренца
Центральным понятием теории является «специфическая энергия действия», или «специфический потенциал действия», — нервное возбуждение, служащее источником двигательной активности.
Инстинктивное поведение реализуется в ответ на специфические стимулы (релизеры), за распознавание которых отвечает врождённый пусковой механизм, или «врождённый разрешающий механизм».

#### Структура инстинктивного поведения по Лоренцу
Структура инстинктивного поведения, разработанная Конрадом Лоренцем, опиралась на разработки и фактический материал предшественников. Как и Крэг, Лоренц выделял поисковую и завершающую фазы. Поисковая (или аппетентная) фаза инстинктивного поведения наступает под действием внутренних факторов и выражается в том, что животное начинает активно искать специфические раздражители. Когда животное находит раздражитель, снимается затормаживающий механизм и реализуется завершающая фаза. Применительно к пищевому поведению хищников к аппетентной фазе относятся поиск, выслеживание, умерщвление добычи, а к завершающей — её поедание. Завершающая фаза является строго детерминированной генетически, в то время как аппетентное поведение подвержено изменению под влиянием индивидуального опыта животного.

#### Гидравлическая модель Лоренца

1 — приток специфической энергии действия (СЭД) создаёт давление в резервуаре (2).
3, 4 — врождённый спусковой механизм. Испытывает давление со стороны СЭД (3) и релизера (5)

Конрад Лоренц для объяснения феномена срабатывания инстинктивных реакций в отсутствие специфического раздражителя предложил оригинальную модель осуществления инстинктивного поведения. Модель была построена на основе принципов гидравлики и получила название «гидравлической модели Лоренца».
В гидравлической модели специфическая энергия действия представлена водой, непрерывно текущей в резервуар. Отток воды из резервуара преграждён клапаном, к которому крепится груз. Груз обозначает действие специфических раздражителей, его вес прямо пропорционален интенсивности раздражителя. Вода из резервуара может вытечь в двух случаях: если суммарное давление воды и груза откроют клапан, либо уровень воды превысит допустимый и клапан откроется под напором воды.

Таким образом, по мере накопления специфического потенциала действия снижается порог, необходимый для запуска соответствующей инстинктивной реакции. В случае, когда необходимый раздражитель отсутствует в течение долгого времени, реакция может осуществиться «вхолостую», без специфического стимула.
Лоренц сам признавал ограниченность гидравлической модели. Хотя она и объясняет некоторые наблюдаемые феномены, но обладает рядом серьёзных недостатков. Во-первых, она не учитывает изменчивость поведения. Во-вторых, она предполагает существование некоторой лишней сущности — гипотетической энергии, и соответствующей нервной структуры, ответственной за накопление специфического потенциала действия. В-третьих, имеются факты, противоречащие данной теории. 
Благодаря своей простоте и наглядности, гидравлическая теория изучается в университетских курсах зоопсихологии по сей день.
Механизм, ответственный за накопление специфического потенциала действия, можно предположительно обнаружить в пейсмекерной активности нейрона, генерирующей потенциал действия под действием генетической программы.

## Критика
На данный момент слово «инстинкт» имеет столько определений, что нельзя выбрать одно правильное. Жак Лёб предложил более точное и однозначное определение «Тропизменные реакции», которое сокращает двоемыслие и додумывание.
Известный физиолог и биолог Жак Лёб придерживался механистической концепции, заключающейся в том, что каждое животное или растение действует не по определённому врождённому плану или стремлению, а из-за раздражителей. Он описал тропизмы как объяснения большинства поведений не только растений, но и животных. В своей книге «Вынужденное движение, тропизмы и поведение животных» он подробно разбирает поведение многих насекомых, животных и растений, опираясь на эксперименты.
Тропизмы обычно связаны с растениями, бактериями и вирусами, используют это слово в ботанике. Слово «тропизм» используется для обозначения действия, совершаемого без когнитивного мышления.

### Иерархическая теория Тинбергена
Инстинкт — иерархически организованный нервный механизм, который отвечает на определённые предлагаемые и разрешающие импульсы полностью скоординированными, жизненно важными  и свойственными виду движениями.
В основе теории Николаса Тинбергена лежит представление о наличии функциональных центров, отвечающих за реализации инстинктивного поведения. Инстинкт, по Тинбергену, состоит из последовательности отдельных поведенческих актов. Последовательное выполнение простых двигательных актов обеспечивается благодаря наличию иерархии контролирующих их центров.
Под действием внутренних и внешних факторов усиливается возбуждение центра, отвечающего за аппетентное поведение, в результате животное начинает активный поиск раздражителей. После того как стимул будет найден, снимается блок с центра, отвечающего за завершающую фазу поведения.

## Систематическое значение
Впервые инстинкты в систематику были введены Оскаром Хейнротом. Применив в качестве систематического признака врождённые стереотипные движения ухаживания, Хейнрот разработал детальную классификацию утиных. В основе его работы лежал принцип филогенетического родства, заключающийся в том, что сходство гомологичных движений тем больше, чем ближе родственные виды.
На данном этапе развития только относительно малое число хорошо изученных видов были классифицированы по поведенческим признакам. Среди них:
- гуси, (Лоренц),
- утки (Хейнрот и Лоренц),
- голуби (Уитмен),
- чайки (Тинберген),
- пауки, богомолы (Крейн),
- цихлиды (Берендс),
- саранча.

## Комментарии
1. ↑  Уровень тестостерона не связан с агрессией напрямую. У разных людей влияние тестостерона на агрессивное поведение проявляется по-разному. Но тестостерон сильно влияет на доминирующее поведение (не обяз. агрессив.) и поддержание соц. статуса в своей субъективной иерархической системе. У большинства животных агрессия является средством поддержания социального статуса. Однако у людей есть несколько способов получить социальный статус. Это может объяснить, почему половина исследований обнаруживают связь тестостерона не с агрессивным, а просоциальным поведением, если просоциальное поведение вознаграждается социальным статусом. Также почти все исследования подростковой преступности и тестостерона не являются значимыми, несмотря на то, что у мужчин в подростковый период полового созревания количество тестостерона в организме наиболее высокое по сравнению с другими периодами жизни.[источник не указан 920 дней]
2. ↑  Реакции на определённые раздражители сами по себе являются врожденными.